# Europamästerskapen i beachvolley 2018
Europamästerskapen 2018  i beachvolley  var det årets upplaga av beachvolley-EM. Tävlingarna pågick 15 till 22 juli 2018 i Apeldoorn, Haag och Rotterdam, Nederländerna. I tävlingarna deltog 32 lag på både dam- och herrsidan med en prissumma på €20 000 i bägge tävlingarna. Sanne Keizer och Madelein Meppelink blev mästare på damsidan genom att besegra Nina Betschart och Tanja Hüberli i finalen med 2-0 i set, medan Anders Mol och Christian Sørum vann titeln på herrsidan genom att besegra Jānis Šmēdiņš och Aleksandrs Samoilovs med samma setsiffror.

## Damer

### Gruppspel

#### Grupp A
| Pos | Lag                 | M | V | F | P | SV | SF | SK    | BV  | BF  | BK    | Kvalificering     |
| --- | ------------------- | - | - | - | - | -- | -- | ----- | --- | --- | ----- | ----------------- |
| 1   | Fernández–Baquerizo | 3 | 2 | 1 | 5 | 4  | 2  | 2,000 | 122 | 97  | 1,258 | Åttondelsfinaler  |
| 2   | Menegatti–Giombini  | 3 | 2 | 1 | 5 | 4  | 3  | 1,333 | 128 | 87  | 1,471 | Sextondelsfinaler |
| 3   | Laboureur–Sude      | 3 | 2 | 1 | 5 | 5  | 2  | 2,500 | 129 | 92  | 1,402 | Sextondelsfinaler |
| 4   | Kołosińska–Kociołek | 3 | 0 | 3 | 1 | 0  | 6  | 0,000 | 23  | 126 | 0,183 |                   |

| Datum  | Tid   |                     | Resultat |                     | Set 1 | Set 2 | Set 3 | Totalt | Rapport |
| ------ | ----- | ------------------- | -------- | ------------------- | ----- | ----- | ----- | ------ | ------- |
| 17 Jul | 12:00 | Kołosińska–Kociołek | 0-2      | Fernández–Baquerizo |       |       |       | 23–42  |         |
| 17 Jul | 13:00 | Laboureur–Sude      | 1–2      | Menegatti–Giombini  | 18–21 | 21–18 | 6–15  | 45–54  |         |
| 17 Jul | 19:45 | Laboureur–Sude      | 2–0      | Fernández–Baquerizo | 21–19 | 21–19 |       | 42–38  |         |
| 17 Jul | 20:30 | Kołosińska–Kociołek | 0-2      | Menegatti–Giombini  | 0–21  | 0–21  |       | 0–42   |         |
| 18 Jul | 14:00 | Fernández–Baquerizo | 2–0      | Menegatti–Giombini  | 21–15 | 21–17 |       | 42–32  |         |
| 18 Jul | 15:00 | Laboureur–Sude      | 2-0      | Kołosińska–Kociołek | 21–0  | 21–0  |       | 42–0   |         |

#### Grupp B
| Pos | Lag                | M | V | F | P | SV | SF | SK    | BV  | BF  | BK    | Kvalificering     |
| --- | ------------------ | - | - | - | - | -- | -- | ----- | --- | --- | ----- | ----------------- |
| 1   | Keizer–Meppelink   | 3 | 2 | 1 | 5 | 5  | 2  | 2,500 | 138 | 117 | 1,179 | Åttondelsfinaler  |
| 2   | Hermannová–Sluková | 3 | 2 | 1 | 5 | 4  | 3  | 1,333 | 129 | 117 | 1,103 | Sextondelsfinaler |
| 3   | Jupiter–Chamereau  | 3 | 1 | 2 | 4 | 3  | 6  | 0,500 | 134 | 152 | 0,882 | Sextondelsfinaler |
| 4   | Štrbová–Dubovcová  | 3 | 1 | 2 | 4 | 2  | 4  | 0,500 | 102 | 117 | 0,872 |                   |

| Datum  | Tid   |                    | Resultat |                   | Set 1 | Set 2 | Set 3 | Totalt | Rapport |
| ------ | ----- | ------------------ | -------- | ----------------- | ----- | ----- | ----- | ------ | ------- |
| 17 Jul | 19:45 | Keizer–Meppelink   | 2–0      | Štrbová–Dubovcová | 21–18 | 21–14 |       | 42–32  |         |
| 17 Jul | 20:35 | Hermannová–Sluková | 2–1      | Jupiter–Chamereau | 20–22 | 21–15 | 15–10 | 56–47  |         |
| 18 Jul | 12:00 | Hermannová–Sluková | 2–0      | Štrbová–Dubovcová | 21–19 | 21–9  |       | 42–28  |         |
| 18 Jul | 13:00 | Keizer–Meppelink   | 1–2      | Jupiter–Chamereau | 19–21 | 21–17 | 14–16 | 54–54  |         |
| 18 Jul | 17:30 | Štrbová–Dubovcová  | 2–0      | Jupiter–Chamereau | 21–15 | 21–18 |       | 42–33  |         |
| 18 Jul | 18:30 | Hermannová–Sluková | 0–2      | Keizer–Meppelink  | 15–21 | 16–21 |       | 31–42  |         |

#### Grupp C
| Pos | Lag                           | M | V | F | P | SV | SF | SK    | BV  | BF  | BK    | Kvalificering     |
| --- | ----------------------------- | - | - | - | - | -- | -- | ----- | --- | --- | ----- | ----------------- |
| 1   | Sinnema–Bloem                 | 3 | 3 | 0 | 6 | 6  | 0  | MAX   | 127 | 91  | 1,396 | Åttondelsfinaler  |
| 2   | Davidova–Shchypkova           | 3 | 2 | 1 | 5 | 4  | 2  | 2,000 | 108 | 103 | 1,049 | Sextondelsfinaler |
| 3   | Z. Vergé-Dépré–A. Vergé-Dépré | 3 | 1 | 2 | 4 | 2  | 4  | 0,500 | 107 | 111 | 0,964 | Sextondelsfinaler |
| 4   | Eiholzer–Steinemann           | 3 | 0 | 3 | 3 | 0  | 6  | 0,000 | 90  | 127 | 0,709 |                   |

| Datum  | Tid   |                               | Resultat |                     | Set 1 | Set 2 | Set 3 | Totalt | Rapport |
| ------ | ----- | ----------------------------- | -------- | ------------------- | ----- | ----- | ----- | ------ | ------- |
| 17 Jul | 14:00 | Z. Vergé-Dépré–A. Vergé-Dépré | 2—0      | Eiholzer–Steinemann | 21–10 | 21–17 |       | 42–27  |         |
| 17 Jul | 18:30 | Davidova–Shchypkova           | 0–2      | Sinnema–Bloem       | 13–21 | 11–21 |       | 24–42  |         |
| 18 Jul | 12:00 | Z. Vergé-Dépré–A. Vergé-Dépré | 0–2      | Sinnema–Bloem       | 14–21 | 17–21 |       | 33–42  |         |
| 18 Jul | 13:00 | Davidova–Shchypkova           | 2–0      | Eiholzer–Steinemann | 21–15 | 21–12 |       | 42–27  |         |
| 18 Jul | 17:30 | Sinnema–Bloem                 | 2–0      | Eiholzer–Steinemann | 22–20 | 21–16 |       | 43–36  |         |
| 18 Jul | 18:30 | Z. Vergé-Dépré–A. Vergé-Dépré | 0–2      | Davidova–Shchypkova | 16–21 | 18–21 |       | 34–42  |         |

#### Grupp D
| Pos | Lag                       | M | V | F | P | SV | SF | SK    | BV  | BF  | BK    | Kvalificering     |
| --- | ------------------------- | - | - | - | - | -- | -- | ----- | --- | --- | ----- | ----------------- |
| 1   | Bieneck–Schneider         | 3 | 3 | 0 | 6 | 6  | 1  | 6,000 | 140 | 110 | 1,273 | Åttondelsfinaler  |
| 2   | Lahti-Liukkonen–Parkkinen | 3 | 1 | 2 | 4 | 3  | 4  | 0,750 | 125 | 126 | 0,992 | Sextondelsfinaler |
| 3   | Van Gestel–Wesselink      | 3 | 1 | 2 | 4 | 2  | 5  | 0,400 | 117 | 135 | 0,867 | Sextondelsfinaler |
| 4   | Kravčenoka–Graudina       | 3 | 1 | 2 | 4 | 3  | 4  | 0,750 | 121 | 132 | 0,917 |                   |

| Datum  | Tid   |                           | Resultat |                           | Set 1 | Set 2 | Set 3 | Totalt | Rapport |
| ------ | ----- | ------------------------- | -------- | ------------------------- | ----- | ----- | ----- | ------ | ------- |
| 17 Jul | 14:00 | Lahti-Liukkonen–Parkkinen | 2–0      | Kravčenoka–Graudina       | 21–18 | 21–11 |       | 42–29  |         |
| 17 Jul | 17:30 | Bieneck–Schneider         | 2–0      | Van Gestel–Wesselink      | 21–18 | 21–10 |       | 42–28  |         |
| 18 Jul | 12:00 | Lahti-Liukkonen–Parkkinen | 1–2      | Van Gestel–Wesselink      | 21–19 | 19–21 | 11–15 | 51–55  |         |
| 18 Jul | 13:00 | Bieneck–Schneider         | 2–1      | Kravčenoka–Graudina       | 23–21 | 18–21 | 15–8  | 59–50  |         |
| 18 Jul | 17:30 | Kravčenoka–Graudina       | 2–0      | Van Gestel–Wesselink      | 21–16 | 21–18 |       | 42–34  |         |
| 18 Jul | 18:30 | Bieneck–Schneider         | 2–0      | Lahti-Liukkonen–Parkkinen | 21–17 | 21–15 |       | 42–32  |         |

#### Grupp E
| Pos | Lag                         | M | V | F | P | SV | SF | SK    | BV  | BF  | BK    | Kvalificering     |
| --- | --------------------------- | - | - | - | - | -- | -- | ----- | --- | --- | ----- | ----------------- |
| 1   | Betschart–Hüberli           | 3 | 3 | 0 | 6 | 6  | 1  | 6,000 | 141 | 115 | 1,226 | Åttondelsfinaler  |
| 2   | Lobato–Fernández            | 3 | 2 | 1 | 5 | 4  | 3  | 1,333 | 132 | 124 | 1,065 | Sextondelsfinaler |
| 3   | Schützenhöfer–Plesiutschnig | 3 | 1 | 2 | 4 | 3  | 5  | 0,600 | 132 | 149 | 0,886 | Sextondelsfinaler |
| 4   | Caluori–Gerson              | 3 | 0 | 3 | 3 | 2  | 6  | 0,333 | 135 | 152 | 0,888 |                   |

| Datum  | Tid   |                             | Resultat |                             | Set 1 | Set 2 | Set 3 | Totalt | Rapport |
| ------ | ----- | --------------------------- | -------- | --------------------------- | ----- | ----- | ----- | ------ | ------- |
| 17 Jul | 12:00 | Betschart–Hüberli           | 2–0      | Caluori–Gerson              | 21–19 | 21–15 |       | 42–34  |         |
| 17 Jul | 13:00 | Schützenhöfer–Plesiutschnig | 0–2      | Lobato–Fernández            | 16–21 | 15–21 |       | 31–42  |         |
| 17 Jul | 19:30 | Schützenhöfer–Plesiutschnig | 2–1      | Caluori–Gerson              | 21–15 | 17–21 | 16–14 | 54–50  |         |
| 17 Jul | 20:30 | Betschart–Hüberli           | 2–0      | Lobato–Fernández            | 21–15 | 21–19 |       | 42–34  |         |
| 18 Jul | 14:00 | Betschart–Hüberli           | 2–1      | Schützenhöfer–Plesiutschnig | 21–23 | 21–16 | 15–8  | 57–47  |         |
| 18 Jul | 15:00 | Caluori–Gerson              | 1–2      | Lobato–Fernández            | 20–22 | 21–19 | 10–15 | 51–56  |         |

#### Grupp F
| Pos | Lag                      | M | V | F | P | SV | SF | SK    | BV  | BF  | BK    | Kvalificering     |
| --- | ------------------------ | - | - | - | - | -- | -- | ----- | --- | --- | ----- | ----------------- |
| 1   | Lehtonen–Ahtiainen       | 3 | 3 | 0 | 6 | 6  | 2  | 3,000 | 144 | 131 | 1,099 | Åttondelsfinaler  |
| 2   | Kolocová–Kvapilová       | 3 | 2 | 1 | 5 | 5  | 2  | 2,500 | 136 | 99  | 1,374 | Sextondelsfinaler |
| 3   | Gruszczyńska–Gromadowska | 3 | 1 | 2 | 4 | 3  | 5  | 0,600 | 123 | 150 | 0,820 | Sextondelsfinaler |
| 4   | Dabizha–Mastikova        | 3 | 0 | 3 | 3 | 1  | 6  | 0,167 | 114 | 137 | 0,832 |                   |

| Datum  | Tid   |                    | Resultat |                          | Set 1 | Set 2 | Set 3 | Totalt | Rapport |
| ------ | ----- | ------------------ | -------- | ------------------------ | ----- | ----- | ----- | ------ | ------- |
| 17 Jul | 12:00 | Kolocová–Kvapilová | 2–0      | Gruszczyńska–Gromadowska | 21–10 | 21–14 |       | 42–24  |         |
| 17 Jul | 13:00 | Lehtonen–Ahtiainen | 2–0      | Dabizha–Mastikova        | 21–14 | 21–19 |       | 42–33  |         |
| 17 Jul | 19:30 | Lehtonen–Ahtiainen | 2–1      | Gruszczyńska–Gromadowska | 21–15 | 18–21 | 15–10 | 54–46  |         |
| 17 Jul | 20:30 | Kolocová–Kvapilová | 2–0      | Dabizha–Mastikova        | 21–15 | 21–12 |       | 42–27  |         |
| 18 Jul | 14:00 | Dabizha–Mastikova  | 1–2      | Gruszczyńska–Gromadowska | 18–21 | 21–15 | 15–17 | 54–53  |         |
| 18 Jul | 15:00 | Kolocová–Kvapilová | 1–2      | Lehtonen–Ahtiainen       | 21–12 | 19–21 | 12–15 | 52–48  |         |

#### Grupp G
| Pos | Lag               | M | V | F | P | SV | SF | SK    | BV  | BF  | BK    | Kvalificering     |
| --- | ----------------- | - | - | - | - | -- | -- | ----- | --- | --- | ----- | ----------------- |
| 1   | Behrens–Ittlinger | 3 | 2 | 1 | 5 | 4  | 3  | 1,333 | 133 | 124 | 1,073 | Åttondelsfinaler  |
| 2   | Borger–Kozuch     | 3 | 2 | 1 | 5 | 5  | 2  | 2,500 | 130 | 116 | 1,121 | Sextondelsfinaler |
| 3   | Ukolova–Birlova   | 3 | 2 | 1 | 5 | 4  | 4  | 1,000 | 142 | 131 | 1,084 | Sextondelsfinaler |
| 4   | Ulveseth–Lunde    | 3 | 0 | 3 | 3 | 2  | 6  | 0,333 | 119 | 153 | 0,778 |                   |

| Datum  | Tid   |                   | Resultat |                 | Set 1 | Set 2 | Set 3 | Totalt | Rapport |
| ------ | ----- | ----------------- | -------- | --------------- | ----- | ----- | ----- | ------ | ------- |
| 17 Jul | 12:00 | Borger–Kozuch     | 2–0      | Ulveseth–Lunde  | 21–19 | 21–16 |       | 42–35  |         |
| 17 Jul | 13:00 | Ulveseth–Lunde    | 1–2      | Ukolova–Birlova | 9–21  | 21–19 | 13–15 | 43–55  |         |
| 17 Jul | 17:30 | Behrens–Ittlinger | 2–1      | Ulveseth–Lunde  | 21–14 | 20–22 | 15–13 | 56–49  |         |
| 17 Jul | 18:30 | Borger–Kozuch     | 1–2      | Ukolova–Birlova | 14–21 | 21–18 | 11–15 | 46–54  |         |
| 18 Jul | 14:00 | Behrens–Ittlinger | 2–0      | Ukolova–Birlova | 21–19 | 21–14 |       | 42–33  |         |
| 18 Jul | 15:00 | Borger–Kozuch     | 2–0      | Ulveseth–Lunde  | 21–15 | 21–12 |       | 42–27  |         |

#### Grupp H
| Pos | Lag                      | M | V | F | P | SV | SF | SK    | BV  | BF  | BK    | Kvalificering     |
| --- | ------------------------ | - | - | - | - | -- | -- | ----- | --- | --- | ----- | ----------------- |
| 1   | Stubbe–Ramond-van Iersel | 3 | 3 | 0 | 6 | 6  | 0  | MAX   | 126 | 102 | 1,235 | Åttondelsfinaler  |
| 2   | Bonnerová–Nakládalová    | 3 | 2 | 1 | 5 | 4  | 3  | 1,333 | 133 | 127 | 1,047 | Sextondelsfinaler |
| 3   | Kholomina–Makroguzova    | 3 | 1 | 2 | 4 | 3  | 2  | 1,500 | 122 | 114 | 1,070 | Sextondelsfinaler |
| 4   | Bocharova–Voronina       | 3 | 0 | 3 | 3 | 0  | 6  | 0,000 | 89  | 127 | 0,701 |                   |

### Slutspel

#### Sextondelsfinaler
| Datum  | Tid   |                           | Resultat |                               | Set 1 | Set 2 | Set 3 | Totalt | Rapport |
| ------ | ----- | ------------------------- | -------- | ----------------------------- | ----- | ----- | ----- | ------ | ------- |
| 19 Jul | 14:00 | Menegatti–Giombini        | 0–2      | Z. Vergé-Dépré–A. Vergé-Dépré | 16–21 | 18–21 |       | 34–42  |         |
| 19 Jul | 15:00 | Lobato–Fernández          | 2–0      | Jupiter–Chamereau             | 21–15 | 21–14 |       | 42–29  |         |
| 19 Jul | 15:00 | Hermannová–Sluková        | 2–0      | Kholomina–Makroguzova         | 21–17 | 36–34 |       | 57–51  |         |
| 19 Jul | 14:00 | Kolocová–Kvapilová        | 0–2      | Ukolova–Birlova               | 11–21 | 19–21 |       | 30–42  |         |
| 19 Jul | 15:00 | Davidova–Shchypkova       | 2–0      | Gruszczyńska–Gromadowska      | 21–16 | 27–25 |       | 48–41  |         |
| 19 Jul | 14:00 | Borger–Kozuch             | 2–0      | Van Gestel–Wesselink          | 27–25 | 21–15 |       | 48–40  |         |
| 19 Jul | 14:00 | Lahti-Liukkonen–Parkkinen | 0–2      | Laboureur–Sude                | 22–24 | 20–22 |       | 42–46  |         |
| 19 Jul | 15:00 | Bonnerová–Nakládalová     | 2–1      | Schützenhöfer–Plesiutschnig   | 23–21 | 18–21 | 15–11 | 56–53  |         |

#### Kvartsfinaler
| Datum  | Tid   |                       | Resultat |                    | Set 1 | Set 2 | Set 3 | Totalt | Rapport |
| ------ | ----- | --------------------- | -------- | ------------------ | ----- | ----- | ----- | ------ | ------- |
| 20 Jul | 19:45 | Lobato–Fernández      | 0–2      | Keizer–Meppelink   | 10–21 | 17–21 |       | 27–42  |         |
| 20 Jul | 18:30 | Ukolova–Birlova       | 0–2      | Hermannová–Sluková | 13–21 | 17–21 |       | 30–42  |         |
| 20 Jul | 20:35 | Betschart–Hüberli     | 2–1      | Bieneck–Schneider  | 18–21 | 21–11 | 15–12 | 54–44  |         |
| 20 Jul | 20:35 | Fernández – Baquerizo | 2–1      | Laboureur–Sude     | 21–23 | 22–20 | 15–10 | 58–53  |         |

#### Semifinaler
| Datum  | Tid   |                       | Resultat |                   | Set 1 | Set 2 | Set 3 | Totalt | Rapport |
| ------ | ----- | --------------------- | -------- | ----------------- | ----- | ----- | ----- | ------ | ------- |
| 21 Jul | 16:00 | Hermannová–Sluková    | 1–2      | Keizer–Meppelink  | 22–20 | 17–21 | 12–15 | 51–56  |         |
| 21 Jul | 15:00 | Fernández – Baquerizo | 1–2      | Betschart–Hüberli | 21–14 | 21–23 | 13–15 | 55–42  |         |

#### Match om tredjepris
| Datum  | Tid   |                       | Resultat |                    | Set 1 | Set 2 | Set 3 | Totalt | Rapport |
| ------ | ----- | --------------------- | -------- | ------------------ | ----- | ----- | ----- | ------ | ------- |
| 21 Jul | 18:30 | Fernández – Baquerizo | 0-2      | Hermannová–Sluková | –     | –     |       | –      |         |

#### Final
| Datum  | Tid   |                   | Resultat |                  | Set 1 | Set 2 | Set 3 | Totalt | Rapport |
| ------ | ----- | ----------------- | -------- | ---------------- | ----- | ----- | ----- | ------ | ------- |
| 21 Jul | 19:45 | Betschart–Hüberli | 0–2      | Keizer–Meppelink | 16–21 | 24–26 |       | 40–47  |         |

## Herrar

### Gruppspel

#### Grupp A
| Pos | Lag               | M | V | F | P | SV | SF | SK    | BV  | BF  | BK    | Kvalificering     |
| --- | ----------------- | - | - | - | - | -- | -- | ----- | --- | --- | ----- | ----------------- |
| 1   | Beeler–Krattiger  | 3 | 2 | 1 | 5 | 5  | 3  | 1,667 | 145 | 128 | 1,133 | Åttondelsfinaler  |
| 2   | Perušič–Schweiner | 3 | 2 | 1 | 5 | 4  | 4  | 1,000 | 138 | 133 | 1,038 | Sextondelsfinaler |
| 3   | Nicolai–Lupo      | 3 | 1 | 2 | 4 | 4  | 4  | 1,000 | 137 | 135 | 1,015 | Sextondelsfinaler |
| 4   | Kolarić–Basta     | 3 | 1 | 2 | 4 | 3  | 5  | 0,600 | 123 | 147 | 0,837 |                   |

| Datum  | Tid   |                   | Resultat |                   | Set 1 | Set 2 | Set 3 | Totalt | Rapport |
| ------ | ----- | ----------------- | -------- | ----------------- | ----- | ----- | ----- | ------ | ------- |
| 16 Jul | 17:30 | Perušič–Schweiner | 0–2      | Beeler–Krattiger  | 16–21 | 14–21 |       | 30–42  |         |
| 16 Jul | 18:30 | Nicolai–Lupo      | 2–0      | Kolarić–Basta     | 21–13 | 21–16 |       | 42–29  |         |
| 18 Jul | 19:30 | Nicolai–Lupo      | 1–2      | Beeler–Krattiger  | 21–16 | 18–21 | 9–15  | 48–52  |         |
| 18 Jul | 20:30 | Perušič–Schweiner | 2–1      | Kolarić–Basta     | 18–21 | 21–13 | 15–10 | 54–44  |         |
| 19 Jul | 13:00 | Beeler–Krattiger  | 1–2      | Kolarić–Basta     | 21–14 | 17–21 | 13–15 | 51–50  |         |
| 19 Jul | 17:30 | Nicolai–Lupo      | 1–2      | Perušič–Schweiner | 21–18 | 14–21 | 12–15 | 47–54  |         |

#### Grupp B
| Pos | Lag                   | M | V | F | P | SV | SF | SK    | BV  | BF  | BK    | Kvalificering     |
| --- | --------------------- | - | - | - | - | -- | -- | ----- | --- | --- | ----- | ----------------- |
| 1   | Brouwer–Meeuwsen      | 3 | 3 | 0 | 6 | 6  | 0  | MAX   | 139 | 112 | 1,241 | Åttondelsfinaler  |
| 2   | Koekelkoren–Van Walle | 3 | 2 | 1 | 5 | 4  | 2  | 2,000 | 112 | 105 | 1,067 | Sextondelsfinaler |
| 3   | Giginoğlu–Göğtepe     | 3 | 1 | 2 | 4 | 2  | 4  | 0,500 | 121 | 122 | 0,992 | Sextondelsfinaler |
| 4   | Kujawiak–Rudol        | 3 | 0 | 3 | 3 | 0  | 6  | 0,000 | 102 | 135 | 0,756 |                   |

| Datum  | Tid   |                       | Resultat |                       | Set 1 | Set 2 | Set 3 | Totalt | Rapport |
| ------ | ----- | --------------------- | -------- | --------------------- | ----- | ----- | ----- | ------ | ------- |
| 16 Jul | 18:30 | Kujawiak–Rudol        | 0–2      | Koekelkoren–Van Walle | 14–21 | 12–21 |       | 26–42  |         |
| 16 Jul | 19:45 | Brouwer–Meeuwsen      | 2–0      | Giginoğlu–Göğtepe     | 25–23 | 21–19 |       | 46–42  |         |
| 18 Jul | 19:45 | Brouwer–Meeuwsen      | 2–0      | Koekelkoren–Van Walle | 21–16 | 21–12 |       | 42–28  |         |
| 18 Jul | 20:35 | Kujawiak–Rudol        | 0–2      | Giginoğlu–Göğtepe     | 17–21 | 17–21 |       | 34–42  |         |
| 19 Jul | 17:30 | Koekelkoren–Van Walle | 2–0      | Giginoğlu–Göğtepe     | 21–19 | 21–18 |       | 42–37  |         |
| 19 Jul | 18:30 | Brouwer–Meeuwsen      | 2–0      | Kujawiak–Rudol        | 21–14 | 30–28 |       | 51–42  |         |

#### Grupp C
| Pos | Lag                  | M | V | F | P | SV | SF | SK    | BV  | BF  | BK    | Kvalificering     |
| --- | -------------------- | - | - | - | - | -- | -- | ----- | --- | --- | ----- | ----------------- |
| 1   | Semenov–Leshukov     | 3 | 3 | 0 | 6 | 6  | 0  | MAX   | 126 | 94  | 1,340 | Åttondelsfinaler  |
| 2   | Doppler–Horst        | 3 | 2 | 1 | 5 | 4  | 3  | 1,333 | 135 | 120 | 1,125 | Sextondelsfinaler |
| 3   | Prudel–Szałankiewicz | 3 | 1 | 2 | 4 | 5  | 3  | 1,667 | 143 | 145 | 0,986 | Sextondelsfinaler |
| 4   | Van der Ham–Vismans  | 3 | 0 | 3 | 3 | 1  | 6  | 0,167 | 94  | 139 | 0,676 |                   |

| Datum  | Tid   |                      | Resultat |                      | Set 1 | Set 2 | Set 3 | Totalt | Rapport |
| ------ | ----- | -------------------- | -------- | -------------------- | ----- | ----- | ----- | ------ | ------- |
| 16 Jul | 19:30 | Prudel–Szałankiewicz | 0–2      | Semenov–Leshukov     | 15–21 | 19–21 |       | 34–42  |         |
| 16 Jul | 20:30 | Doppler–Horst        | 2–0      | Van der Ham–Vismans  | 21–13 | 21–11 |       | 42–24  |         |
| 17 Jul | 14:00 | Prudel–Szałankiewicz | 2–1      | Van der Ham–Vismans  | 19–21 | 21–15 | 15–10 | 55–46  |         |
| 17 Jul | 15:00 | Doppler–Horst        | 0–2      | Semenov–Leshukov     | 19–21 | 17–21 |       | 36–42  |         |
| 19 Jul | 12:00 | Doppler–Horst        | 2–1      | Prudel–Szałankiewicz | 27–25 | 15–21 | 15–8  | 57–54  |         |
| 19 Jul | 13:00 | Semenov–Leshukov     | 2–0      | Van der Ham–Vismans  | 21–12 | 21–12 |       | 42–24  |         |

#### Grupp D
| Pos | Lag                 | M | V | F | P | SV | SF | SK    | BV  | BF  | BK    | Kvalificering     |
| --- | ------------------- | - | - | - | - | -- | -- | ----- | --- | --- | ----- | ----------------- |
| 1   | Kantor–Łosiak       | 3 | 3 | 0 | 6 | 6  | 1  | 6,000 | 136 | 121 | 1,124 | Åttondelsfinaler  |
| 2   | Heidrich–Gerson     | 3 | 1 | 2 | 4 | 3  | 4  | 0,750 | 122 | 131 | 0,931 | Sextondelsfinaler |
| 3   | Boehlé–Van de Velde | 3 | 1 | 2 | 4 | 3  | 4  | 0,750 | 153 | 152 | 1,007 | Sextondelsfinaler |
| 4   | Caminati–Rossi      | 3 | 1 | 2 | 4 | 3  | 5  | 0,600 | 150 | 157 | 0,955 |                   |

| Datum  | Tid   |                 | Resultat |                     | Set 1 | Set 2 | Set 3 | Totalt | Rapport |
| ------ | ----- | --------------- | -------- | ------------------- | ----- | ----- | ----- | ------ | ------- |
| 15 Jul | 19:45 | Caminati–Rossi  | 1–2      | Boehlé–Van de Velde | 18–21 | 31–29 | 9–15  | 58–65  |         |
| 16 Jul | 18:30 | Kantor–Łosiak   | 2–0      | Heidrich–Gerson     | 21–14 | 21–16 |       | 42–30  |         |
| 17 Jul | 15:00 | Heidrich–Gerson | 1–2      | Caminati–Rossi      | 21–18 | 17–21 | 12–15 | 50–54  |         |
| 17 Jul | 18:30 | Kantor–Łosiak   | 2–1      | Boehlé–Van de Velde | 14–21 | 23–21 | 15–11 | 52–53  |         |
| 19 Jul | 12:00 | Kantor–Łosiak   | 2–0      | Caminati–Rossi      | 21–19 | 21–19 |       | 42–38  |         |
| 19 Jul | 13:00 | Heidrich–Gerson | 2–0      | Boehlé–Van de Velde | 21–19 | 21–16 |       | 42–35  |         |

#### Grupp E
| Pos | Lag                  | M | V | F | P | SV | SF | SK    | BV  | BF  | BK    | Kvalificering     |
| --- | -------------------- | - | - | - | - | -- | -- | ----- | --- | --- | ----- | ----------------- |
| 1   | A. Mol–Sørum         | 3 | 3 | 0 | 6 | 6  | 0  | MAX   | 126 | 81  | 1,556 | Åttondelsfinaler  |
| 2   | Thiercy–Gauthier-Rat | 3 | 1 | 2 | 4 | 3  | 4  | 0,750 | 122 | 122 | 1,000 | Sextondelsfinaler |
| 3   | Sivolap–Yarzutkin    | 3 | 1 | 2 | 4 | 2  | 4  | 0,500 | 97  | 120 | 0,808 | Sextondelsfinaler |
| 4   | Krasilnikov–Lyamin   | 3 | 1 | 2 | 4 | 2  | 5  | 0,400 | 114 | 136 | 0,838 |                   |

| Datum  | Tid   |                    | Resultat |                      | Set 1 | Set 2 | Set 3 | Totalt | Rapport |
| ------ | ----- | ------------------ | -------- | -------------------- | ----- | ----- | ----- | ------ | ------- |
| 16 Jul | 19:30 | Krasilnikov–Lyamin | 0–2      | Sivolap–Yarzutkin    | 17–21 | 19–21 |       | 36–42  |         |
| 16 Jul | 20:30 | A. Mol–Sørum       | 2–0      | Thiercy–Gauthier-Rat | 21–10 | 21–18 |       | 42–28  |         |
| 18 Jul | 19:30 | Krasilnikov–Lyamin | 2–1      | Thiercy–Gauthier-Rat | 21–18 | 14–21 | 15–13 | 50–52  |         |
| 18 Jul | 20:30 | A. Mol–Sørum       | 2–0      | Sivolap–Yarzutkin    | 21–10 | 21–15 |       | 42–25  |         |
| 19 Jul | 17:30 | Sivolap–Yarzutkin  | 0–2      | Thiercy–Gauthier-Rat | 15–21 | 15–21 |       | 30–42  |         |
| 19 Jul | 18:30 | Krasilnikov–Lyamin | 0–2      | A. Mol–Sørum         | 15–21 | 13–21 |       | 28–42  |         |

#### Grupp F
| Pos | Lag                   | M | V | F | P | SV | SF | SK    | BV  | BF  | BK    | Kvalificering     |
| --- | --------------------- | - | - | - | - | -- | -- | ----- | --- | --- | ----- | ----------------- |
| 1   | Stoyanovskiy–Velichko | 3 | 3 | 0 | 6 | 6  | 1  | 6,000 | 140 | 111 | 1,261 | Åttondelsfinaler  |
| 2   | Pļaviņš–Točs          | 3 | 2 | 1 | 5 | 5  | 2  | 2,500 | 132 | 111 | 1,189 | Sextondelsfinaler |
| 3   | Berntsen–H. Mol       | 3 | 1 | 2 | 4 | 2  | 4  | 0,500 | 106 | 107 | 0,991 | Sextondelsfinaler |
| 4   | Dumek–Berčík          | 3 | 0 | 3 | 3 | 0  | 6  | 0,000 | 77  | 126 | 0,611 |                   |

| Datum  | Tid   |                       | Resultat |                 | Set 1 | Set 2 | Set 3 | Totalt | Rapport |
| ------ | ----- | --------------------- | -------- | --------------- | ----- | ----- | ----- | ------ | ------- |
| 16 Jul | 17:30 | Stoyanovskiy–Velichko | 2–0      | Dumek–Berčík    | 21–12 | 21–15 |       | 42–27  |         |
| 16 Jul | 18:30 | Pļaviņš–Točs          | 2–0      | Berntsen–H. Mol | 21–13 | 21–15 |       | 42–28  |         |
| 18 Jul | 19:30 | Stoyanovskiy–Velichko | 2–0      | Berntsen–H. Mol | 21–17 | 21–19 |       | 42–36  |         |
| 18 Jul | 20:30 | Pļaviņš–Točs          | 2–0      | Dumek–Berčík    | 21–15 | 21–12 |       | 42–27  |         |
| 19 Jul | 18:30 | Stoyanovskiy–Velichko | 2–1      | Pļaviņš–Točs    | 19–21 | 21–13 | 16–14 | 56–48  |         |
| 19 Jul | 17:30 | Berntsen–H. Mol       | 2–0      | Dumek–Berčík    | 21–15 | 21–8  |       | 42–23  |         |

#### Grupp G
| Pos | Lag                   | M | V | F | P | SV | SF | SK    | BV  | BF  | BK    | Kvalificering     |
| --- | --------------------- | - | - | - | - | -- | -- | ----- | --- | --- | ----- | ----------------- |
| 1   | Šmēdiņš–Samoilovs     | 3 | 3 | 0 | 6 | 6  | 1  | 6,000 | 132 | 116 | 1,138 | Åttondelsfinaler  |
| 2   | Fijałek–Bryl          | 3 | 2 | 1 | 5 | 4  | 2  | 2,000 | 118 | 102 | 1,157 | Sextondelsfinaler |
| 3   | Bergmann–Harms        | 3 | 1 | 2 | 4 | 3  | 5  | 0,600 | 133 | 135 | 0,985 | Sextondelsfinaler |
| 4   | Rumševičius–Každailis | 3 | 0 | 3 | 3 | 1  | 6  | 0,167 | 110 | 140 | 0,786 |                   |

| Datum  | Tid   |                       | Resultat |                       | Set 1 | Set 2 | Set 3 | Totalt | Rapport |
| ------ | ----- | --------------------- | -------- | --------------------- | ----- | ----- | ----- | ------ | ------- |
| 16 Jul | 17:30 | Šmēdiņš–Samoilovs     | 2–1      | Bergmann–Harms        | 21–13 | 11–21 | 15–12 | 47–46  |         |
| 16 Jul | 20:35 | Fijałek–Bryl          | 2–0      | Rumševičius–Každailis | 21–11 | 21–17 |       | 42–28  |         |
| 17 Jul | 15:00 | Šmēdiņš–Samoilovs     | 2–0      | Rumševičius–Každailis | 21–16 | 22–20 |       | 43–36  |         |
| 17 Jul | 17:30 | Fijałek–Bryl          | 2–0      | Bergmann–Harms        | 21–15 | 21–17 |       | 42–32  |         |
| 19 Jul | 12:00 | Rumševičius–Každailis | 1–2      | Bergmann–Harms        | 14–21 | 21–19 | 11–15 | 46–55  |         |
| 19 Jul | 13:00 | Šmēdiņš–Samoilovs     | 2–0      | Fijałek–Bryl          | 21–16 | 21–18 |       | 42–34  |         |

#### Grupp H
| Pos | Lag               | M | V | F | P | SV | SF | SK    | BV  | BF  | BK    | Kvalificering     |
| --- | ----------------- | - | - | - | - | -- | -- | ----- | --- | --- | ----- | ----------------- |
| 1   | Herrera–Gavira    | 3 | 3 | 0 | 6 | 6  | 1  | 6,000 | 138 | 112 | 1,232 | Åttondelsfinaler  |
| 2   | Varenhorst–Bouter | 3 | 2 | 1 | 5 | 4  | 2  | 2,000 | 120 | 104 | 1,154 | Sextondelsfinaler |
| 3   | Krou–Aye          | 3 | 1 | 2 | 4 | 2  | 4  | 0,500 | 98  | 117 | 0,838 | Sextondelsfinaler |
| 4   | Winter–Hörl       | 3 | 0 | 3 | 3 | 1  | 6  | 0,167 | 113 | 136 | 0,831 |                   |

| Datum  | Tid   |                   | Resultat |                   | Set 1 | Set 2 | Set 3 | Totalt | Rapport |
| ------ | ----- | ----------------- | -------- | ----------------- | ----- | ----- | ----- | ------ | ------- |
| 16 Jul | 19:45 | Varenhorst–Bouter | 2–0      | Krou–Aye          | 21–9  | 21–14 |       | 42–23  |         |
| 16 Jul | 20:35 | Herrera–Gavira    | 2–1      | Winter–Hörl       | 16–21 | 21–15 | 15–7  | 52–43  |         |
| 17 Jul | 15:00 | Herrera–Gavira    | 2–0      | Krou–Aye          | 21–14 | 21–19 |       | 42–33  |         |
| 17 Jul | 18:30 | Varenhorst–Bouter | 2–0      | Winter–Hörl       | 21–19 | 21–18 |       | 42–37  |         |
| 19 Jul | 12:00 | Krou–Aye          | 2–0      | Winter–Hörl       | 21–16 | 21–17 |       | 42–33  |         |
| 19 Jul | 18:30 | Herrera–Gavira    | 2–0      | Varenhorst–Bouter | 21–15 | 23–21 |       | 44–36  |         |

### Slutspel

#### Sextondelsfinaler
| Datum  | Tid   |                       | Resultat |                      | Set 1 | Set 2 | Set 3 | Totalt | Rapport |
| ------ | ----- | --------------------- | -------- | -------------------- | ----- | ----- | ----- | ------ | ------- |
| 20 Jul | 15:00 | Doppler–Horst         | 1–2      | Krou–Aye             | 27–25 | 15–21 | 9–15  | 51–61  |         |
| 20 Jul | 16:00 | Thiercy–Gauthier-Rat  | 1–2      | Prudel–Szałankiewicz | 14–21 | 21–18 | 8–15  | 43–54  |         |
| 20 Jul | 16:00 | Heidrich–Gerson       | 2–1      | Nicolai-Lupo         | 21–19 | 21–23 | 15–12 | 57–44  |         |
| 20 Jul | 17:00 | Perušič–Schweiner     | 2–1      | Boehlé–Van de Velde  | 21–13 | 15–21 | 15–11 | 51–45  |         |
| 20 Jul | 18:00 | Varenhorst–Bouter     | 2–1      | Bergmann–Harms       | 21–15 | 19–21 | 15–13 | 55–49  |         |
| 20 Jul | 17:00 | Koekelkoren–Van Walle | 2–1      | Berntsen–H. Mol      | 14–21 | 26–24 | 17–15 | 57–60  |         |
| 20 Jul | 17:00 | Fijałek–Bryl          | 2–0      | Giginoğlu–Göğtepe    | 21–12 | 21–12 |       | 42–24  |         |
| 20 Jul | 18:00 | Pļaviņš–Točs          | 2–0      | Sivolap–Yarzutkin    | 21–14 | 21–14 |       | 42–28  |         |

#### Åttondelsfinaler
| Datum  | Tid   |                       | Resultat |                       | Set 1 | Set 2 | Set 3 | Totalt | Rapport |
| ------ | ----- | --------------------- | -------- | --------------------- | ----- | ----- | ----- | ------ | ------- |
| 20 Jul | 19:45 | Brouwer–Meeuwsen      | 2–0      | Krou–Aye              | 24–22 | 21–15 |       | 45–37  |         |
| 20 Jul | 20:35 | Šmēdiņš–Samoilovs     | 2–0      | Prudel–Szałankiewicz  | 21–19 | 21–18 |       | 42–37  |         |
| 21 Jul | 12:00 | Stoyanovskiy–Velichko | 2–1      | Heidrich–Gerson       | 21–17 | 16–21 | 15–12 | 52–50  |         |
| 21 Jul | 13:00 | Semenov–Leshukov      | 2–0      | Perušič–Schweiner     | 22–20 | 21–12 |       | 43–32  |         |
| 21 Jul | 13:15 | Kantor–Łosiak         | 1–2      | Varenhorst–Bouter     | 21–15 | 16–21 | 10–15 | 47–51  |         |
| 21 Jul | 14:15 | A. Mol–Sørum          | 2–1      | Koekelkoren–Van Walle | 21–18 | 19–21 | 15–11 | 55–50  |         |
| 21 Jul | 15:45 | Herrera–Gavira        | 2–0      | Fijałek–Bryl          | 21–19 | 21–16 |       | 42–35  |         |
| 21 Jul | 16:45 | Beeler–Krattiger      | 2–1      | Pļaviņš–Točs          | 15–21 | 21–19 | 16–14 | 52–54  |         |

#### Kvartsfinaler
| Datum  | Tid   |                   | Resultat |                       | Set 1 | Set 2 | Set 3 | Totalt | Rapport |
| ------ | ----- | ----------------- | -------- | --------------------- | ----- | ----- | ----- | ------ | ------- |
| 21 Jul | 17:00 | Šmēdiņš–Samoilovs | 2–1      | Brouwer–Meeuwsen      | 13–21 | 22–20 | 15–10 | 50–51  |         |
| 21 Jul | 19:45 | Semenov–Leshukov  | 2–0      | Stoyanovskiy–Velichko | 26–24 | 21–17 |       | 47–41  |         |
| 21 Jul | 16:00 | A. Mol–Sørum      | 2–1      | Varenhorst–Bouter     | 13–21 | 21–16 | 15–11 | 49–48  |         |
| 21 Jul | 17:15 | Beeler–Krattiger  | 0–2      | Herrera–Gavira        | 19–21 | 18–21 |       | 37–42  |         |

#### Semifinaler
| Datum  | Tid   |                  | Resultat |                   | Set 1 | Set 2 | Set 3 | Totalt | Rapport |
| ------ | ----- | ---------------- | -------- | ----------------- | ----- | ----- | ----- | ------ | ------- |
| 22 Jul | 15:00 | Semenov–Leshukov | 0–2      | Šmēdiņš–Samoilovs | 15–21 | 15–21 |       | 30–42  |         |
| 22 Jul | 16:00 | Herrera–Gavira   | 0–2      | A. Mol–Sørum      | 19–21 | 16–21 |       | 35–42  |         |

#### Match om tredjepris
| Datum  | Tid   |                | Resultat |                  | Set 1 | Set 2 | Set 3 | Totalt | Rapport |
| ------ | ----- | -------------- | -------- | ---------------- | ----- | ----- | ----- | ------ | ------- |
| 22 Jul | 18:30 | Herrera–Gavira | 2–1      | Semenov–Leshukov | 21–17 | 13–21 | 15–12 | 49–50  |         |

#### Final
| Datum  | Tid   |                   | Resultat |              | Set 1 | Set 2 | Set 3 | Totalt | Rapport |
| ------ | ----- | ----------------- | -------- | ------------ | ----- | ----- | ----- | ------ | ------- |
| 22 Jul | 19:45 | Šmēdiņš–Samoilovs | 0–2      | A. Mol–Sørum | 17–21 | 13–21 |       | 30–42  |         |